# Paqueïta
La paqueïta és un mineral de la classe dels silicats. Rep el nom en honor de Julie M. Paque (1958 -), cosmoquímica de l'Institut Tecnològic de Califòrnia, als Estats Units d'Amèrica.

## Característiques
La paqueïta és un silicat de fórmula química Ca₃TiSi₂(Al,Ti,Si)₃O14. Químicament és molt semblant a la hutcheonita. Cristal·litza en el sistema trigonal. És l'anàleg d'alumini de la qeltita. Va ser aprovada com a espècie vàlida per l'Associació Mineralògica Internacional l'any 2013.
Segons la classificació de Nickel-Strunz, la paqueïta pertany a «09.HA - Silicats sense classificar, amb alcalins i elements terra-alcalins» juntament amb els següents minerals: ertixiïta, kenyaïta, wawayandaïta, magbasita, afanasyevaïta, igumnovita, rudenkoïta, foshallasita, nagelschmidtita, caryocroïta, juanita, tacharanita, oyelita, denisovita i tiettaïta.
L'exemplar que va servir per a determinar l'espècie, el que es coneix com a material tipus, es troba conservat a les col·leccions mineralògiques del Museu Nacional d'Història Natural, l'Smithsonian, situat a Washington DC (Estats Units), amb el número de registre: usnm 7617.

## Formació i jaciments
Va ser descoberta al meteorit Allende, recollit a Pueblito de Allende, a l'estat de Chihuahua (Mèxic), on es va trobar en cristalls de mida micromètrica, dins de mel·lilita rica en alumini. Aquest meteorit és l'únic indret de tot el planeta on ha estat descrita aquesta espècie mineral.